# Abdou Halidou Douva
Abdou Halidou Douva (Maroua, Kamerun, 1986. február 2.) kameruni labdarúgó, jelenleg a Sahel FC csatára. Douva két szezonon át a magyar Diósgyőri VTK játékosa volt.

## Korábbi klubjai
- FC Sahel
- DVTK-BORSODI
- Cotonsport Garoua[2]

## NB1-es pályafutása
- Játszott meccsek: 37
- Gólok: 6